# Улла Якобссон
Улла Якобссон (швед. Ulla Jacobsson; 23 травня 1929 — 20 серпня 1982) — шведська кіноакторка.

## Біографія
Народилася в Мельндалі (передмістя Гетеборга) у 1929 році.
Після закінчення школи деякий час працювала в офісі, а в 1948 році вступила до акторської школи Гетеборзького міського театру. Зніматися в художніх фільмах почала 1951 року, дебютувавши у другорядній драмі Арне Маттссона Bärande hav («Море у вогні»). Фільм 1951 року Hon dansade en sommar («Вона танцювала лише одне літо») мав великий успіх як у Швеції, так і за кордоном, і зробив Улле Якобсон ім'я, але викликав багато суперечок — у фільмі присутні кадри з оголеним жіночим тілом з грудьми Якобссон великим планом, а священник зображений у ролі головного лиходія. Ці режисерські прийоми були нетиповими для того часу, і фільм був заборонений в католицькій Іспанії та деяких інших країнах, але в 1952 році виграв приз Золотий ведмідь Берлінського кінофестивалю та нагороду Канського кінофестивалю за кращу музику.
Улла Якобссон ще кілька років знімалася у шведському кіно, серед її фільмів «Карін Монсдоттер», «Гроші пана Арне» та комедія «Усмішки літньої ночі».
У 1957 році переїхала до Відня та грала у театрі. Протягом 1960-х років знімалася у німецьких, французьких та англійських фільмах різного ступеня успішності. Участь у кінофільмі «Зулуси» разом із Майклом Кейном принесла Якобссон популярність у масової аудиторії.
Була одружена з віденським інженером Йозефом Корнфельдом, від якого народила дочку Дітте; голландським художником Франком Лодейзеном (син Мартін) і австрійським професором Вінфрідом Росманном.
Померла у 1982 році від злоякісної пухлини кістки та похована у Відні.

## Вибрана фільмографія
- 1952 — Вона танцювала лише одне літо
- 1955 — Усмішки літньої ночі